# 금강산
금강산(金剛山)은 조선민주주의인민공화국 강원도 금강군 · 고성군 · 통천군과 대한민국 강원특별자치도 고성군 거진읍, 현내면, 수동면에 걸쳐있는 산이다. 태백산맥에 속한 높이 1,638m의 이 산의 이름 금강은 불교 화엄경에서 유래했다. 불교에서 금강은 불퇴전(不退轉), 즉 물러나지 않는 진리를 향한 굳은 마음을 뜻한다. 금강은 산스크리트어의 바지라(산스크리트어: वज्र, 번개와 금강석을 모두 가리킨다)를 훈역(訓譯)한 단어이다. 대한민국의 강원도 속초시와는 약 50 km 떨어져 있다.
옛날 정조 김만덕의 공으로 소원을 빌게 해주었는데 이루고 싶은 소원이었다는 설도 있었다.
금강산은 예로부터 국내외에 아름답기로 유명하여, 대대로 많은 예술가들의 표현 대상이 되었다. 봄의 이름인 금강을 포함해 여러 가지 이름이 있지만 현재는 대개 금강산이라 불리며, 계절에 따라 여름에는 봉래산(蓬萊山 신선이 사는 산 중 하나), 가을에는 풍악산(楓嶽山 단풍 든 큰 산, 楓岳山 단풍 언덕 산), 겨울에는 개골산(皆骨山 바위 뼈 산)으로 불렸다. 동서로 40km, 남북으로 60km, 총면적 530km2로 수많은 봉우리, 오랜 기간의 지질 활동과 풍화 작용으로 생긴 기암괴석 및 폭포, 바다를 낀 지역으로 이루어져 있으며, 이들은 침엽수림과 활엽수림으로 덮여 있다. 흔히 내금강, 외금강, 해금강으로 나뉘며, 때로는 외금강의 남쪽 지역이 신금강으로 분류되기도 한다.
1998년부터 잘 알려진 3개 코스가 외부에 개방되었으며, 점차 개방되는 코스가 늘어나고 있다. 대한민국의 현대아산과 조선민주주의인민공화국이 공동으로 관리 및 개발 중에 있다. 해마다 외부 관광객 수가 증가하고 있으며, 이는 여러 방면에서 단순히 관광 이외에도 더 큰 의미를 가지는 것으로 풀이된다. 금강산 관광을 위해서는 현대아산 혹은 대리점에서 예약을 하고 화진포 아산 휴게소에서 수속을 마쳐야 한다.
2008년 7월 11일에 금강산 관광객 피격 사망 사건이 일어나 금강산 관광이 중단되었다.

## 명칭

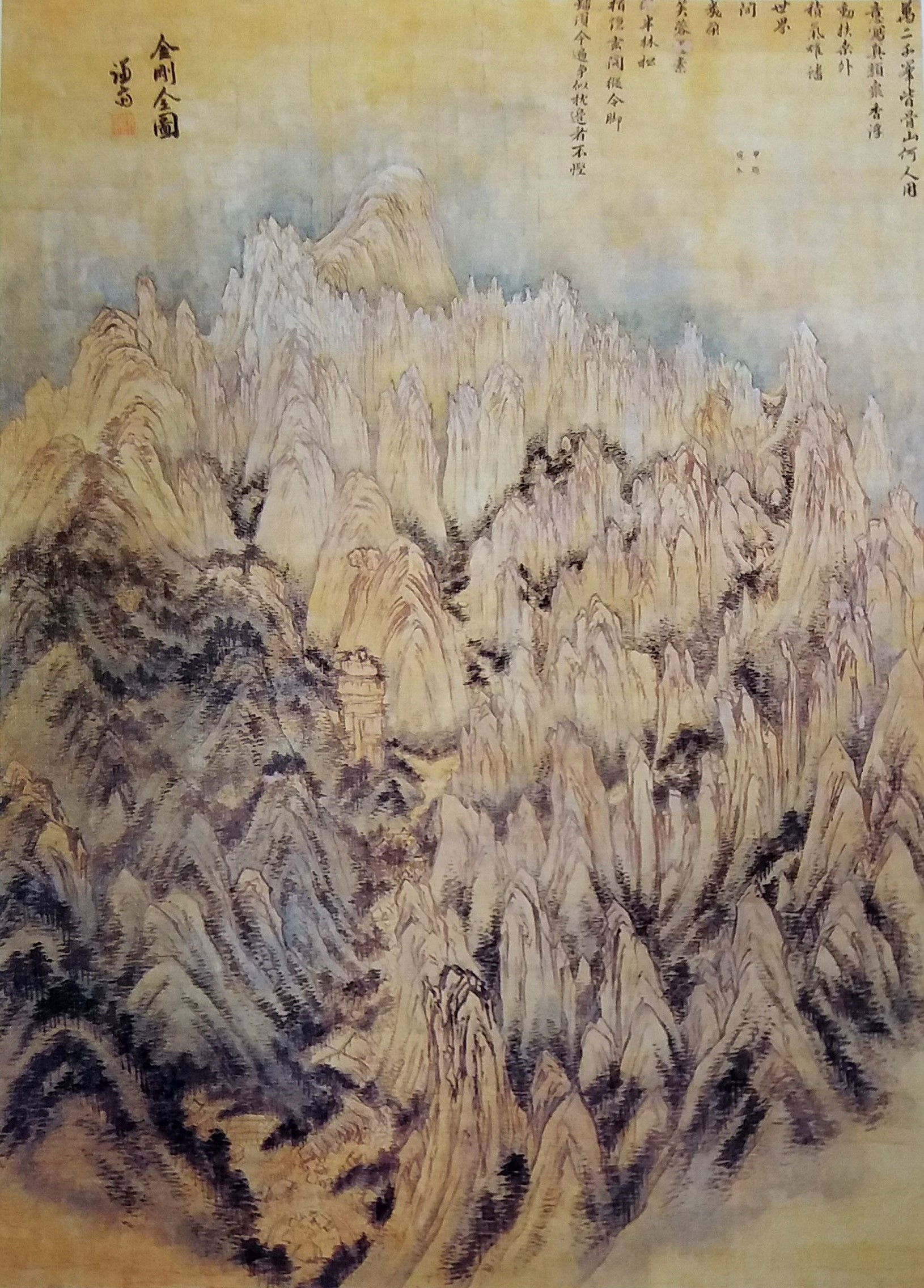
정선의 금강전도(金剛全圖)

오랜 옛날부터 이미 금강산의 아름다움은 국내외로 유명하였다, 한국을 대표하는 산으로 알려졌다. 또한 전국의 명산, 명소들이 금강산에 빗대어 별명이 붙여지기도 하였다. 각종 문헌과 기록에 등장하는 금강산의 별칭은 모두 9가지이며, 대체로 계절에 따라 여러 이름으로 불려 왔다. 금강은 온 산이 새싹과 꽃에 뒤덮일 때인 봄의 이름이며, 여름에는 녹음이 깔리므로 봉래산(蓬萊山), 가을에는 일만 이천 봉이 단풍으로 물들어 풍악산(楓嶽山), 겨울에는 낙엽이 져서 바위들이 앙상한 뼈처럼 드러나므로 개골산(皆骨山)이라고 불린다. 하지만 이처럼 많은 이름을 가진 산이 금강산으로 널리 알려진 이유는 이곳이 불교의 영지(靈地)로 알려져 있기 때문이다. ‘금강’이라는 말은 산스크리트어의 바이아라(번개와 다이아몬드)와 통한다.

## 형성
금강산을 만든 것은 이 지역의 독특한 기후와 특유의 지질 활동과 관련이 깊다. 금강산 일대는 비와 눈이 비교적 많이 내리는 지역으로, 고도와 심지어 동서의 위치에 따라서도 기후가 다르며, 금강산의 지질층은 태고계로부터 신생계에 걸친 오랜 지질시대에 속하는 여러 종류의 암석으로 이루어져 있다. 가장 널리 분표된 암석은 두 종류(운모가 섞인 것과 얼룩이 진 것)의 화강암으로 지역에 따라서는 화강-편마암 수정 지대가 형성돼 있다. 암석들은 가로세로로 나고 가지가지 방향으로 절리가 생겨 특이한 지형과 기이한 바위를 형성하는데, 이들은 오랫동안 지각활동과 풍화작용으로 침식, 삭박됨에 따라 형성되었다. 이들 작용은 1천만 년 전부터 현세까지 진행된 궁융상지괴응기 운동으로 형성되었다.

## 산의 지리

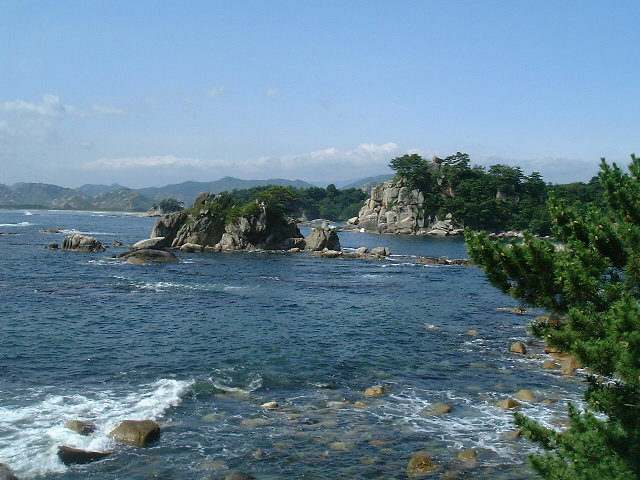
해금강

금강산은 조선민주주의인민공화국 강원도 고성군, 금강군, 통천군에 걸쳐 있으며, 또한 일부 지역은 대한민국 강원도 인제군, 고성군까지 걸쳐 있고, 동서로 40km, 남북으로 60km, 총면적 530km²로 백두대간의 허리 부분에 있다. 주분서령을 기준으로 서쪽은 내금강, 동쪽은 외금강으로 분류한다. 또한 외금강 동쪽에 있는 지역은 해금강이라고 한다. 금강산의 주봉은 비로봉이며, 1,000m 이상의 봉우리는 무려 60여 개로, 크고 작은 봉우리를 모두 합치면 헤아리기가 어려울 정도이며, 선조들은 일만 이천 봉이라고 했다. 이 지역의 많은 명승지들이 조선민주주의인민공화국의 천연기념물로 지정되어 있다.
외금강의 남쪽 지역을 신금강이라고도 한다. 탐승 구역은 외금강 11개, 내금강 8개, 해금강 3개가 있는데, 아직 이들 모두가 개방되지는 않았다.

### 내금강
예로부터 금강이라 하면 주로 내금강을 뜻했으며, 주분서령의 서쪽에 있는 지역으로 금강산의 주봉인 비로봉(毘盧峯, 1,638m)과 여러 폭포가 있다. 내금강은 만폭동(萬瀑洞) 구역, 태상동 구역, 백운대 구역, 비로봉 구역, 명경대 구역, 망군대 구역, 구성동 구역 등으로 나뉜다. 내금강에 있는 봉은 비로봉 외에 영랑봉(1,601m), 중향성(1,520m), 영추봉·백운대(969m), 향로봉(1,030m), 법기봉·혈망봉(1,372m) 등이 있으며, 백천동·태상동·구성동 골짜기 등의 유명한 폭포가 많다.
주변 경관뿐만 아니라 표훈사(表訓寺)로 가는 길목 길가의 큰 자연석에 미륵, 석가, 아미타불 상존입상을 조각한 특이한 구성으로 고려 시대의 뛰어난 조각 솜씨를 자랑하는 삼불암, 높이가 40m나 되는 거대한 암벽에 조각된 마애불인 묘길상, 팔담의 하나인 분설담 위에 세워진 독특한 암자인 보덕암(普德庵) 등의 중요한 역사 유적이 있다. 이 지역은 군사 보안을 이유로 개방되지 않다가 2007년 6월부터 외부에 개방되었다.

### 외금강

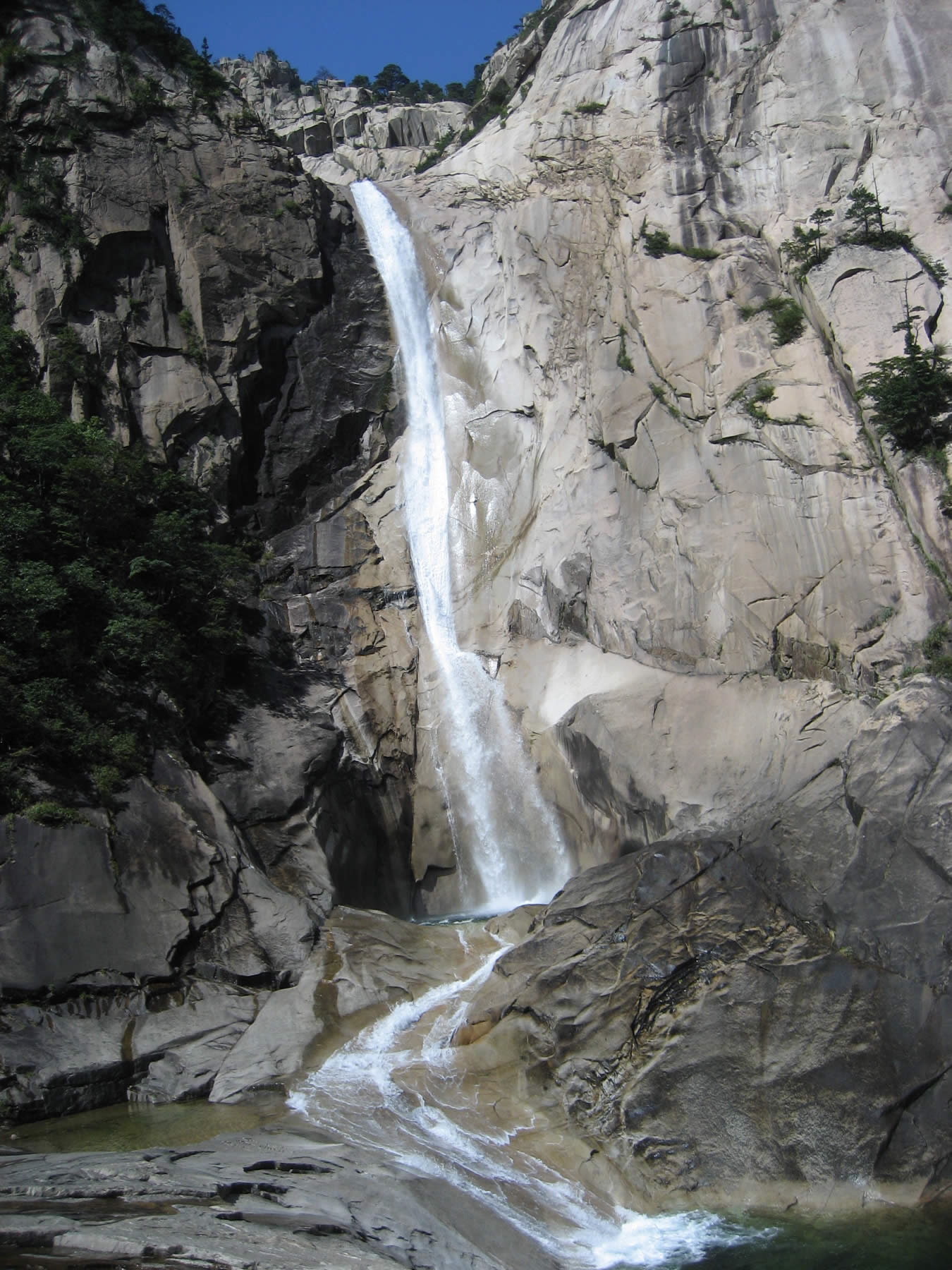
구룡폭포

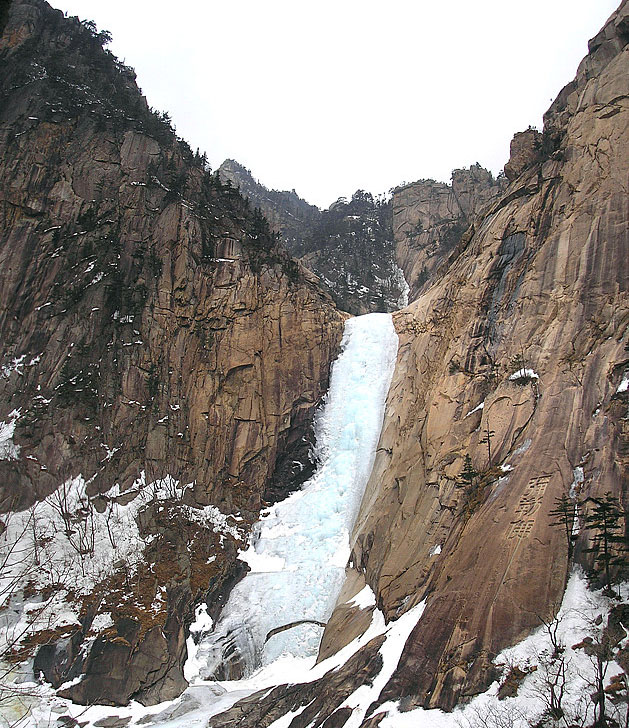
겨울의 금강산 구룡연

내금강의 동쪽에 있으며, 동해안을 따라 펼쳐진 지역을 포괄한다. 크게 구룡연, 만물상, 수정봉, 천불동, 선하 구역으로 나뉘며, 수정봉(773m)을 비롯한 문주봉(1,027m), 호봉(1,264m), 상등봉(1,227m), 옥녀봉(1,424m), 세존봉(1,160m), 채하봉(1,588m), 집선봉(1,351m) 등의 산봉우리가 있다. 구룡연(九龍淵)에 있는 구룡폭포는 개성의 박연폭포, 설악산에 있는 대승폭포와 더불어 조선 3대 폭포로 꼽히며, 높이는 74m, 너비 4m에 달한다.
폭포 절벽과 바닥이 한 화강암 덩어리로 비봉폭포는 이것보다 더 높은 139m에 달하며, 장쾌한 물줄기로 이름나 있다. 만물상 구역에는 삼선암, 독선암, 귀면암 등의 기암괴석이 펼쳐져 있으며, 여러 바위마다 독특한 전설을 담고 있다. 수정봉 구역은 외금강과 동해의 절경을 함께 감상할 수 있으며, 천불동 구역에는 3단 폭포, 선인굴, 육선암, 연주폭포, 금강천지(金剛天池) 등 저마다 독특함을 자랑한다. 선하 구역에는 용바위, 흔들바위, 선하폭포, 백련폭포, 채하폭포, 바리소, 무지개 다리, 집선봉 등이 있다.

#### 금강산 온천
금강산(또는 온정리) 온천은 외금강에 있으며, 신라 시대에 발견되었다는 오래된 온천이다. 《고려사》, 《세종실록지리지》, 《조선왕조실록》 등에서 그 존재가 언급되고 있는데, 왕족이나 관리들이 주로 이용한 것으로 보인다. 함유 물질로는 라돈, 메타규산이 광천의 한계량 이상 들어 있으며, 탄산 및 염소 이온과 나트륨, 칼슘 이온도 들어 있다. 조선민주주의인민공화국의 천연기념물 226호로 지정, 보호되고 있으며, 관광객들이 이용할 수 있도록 편의 시설이 갖춰져 있다.

### 해금강

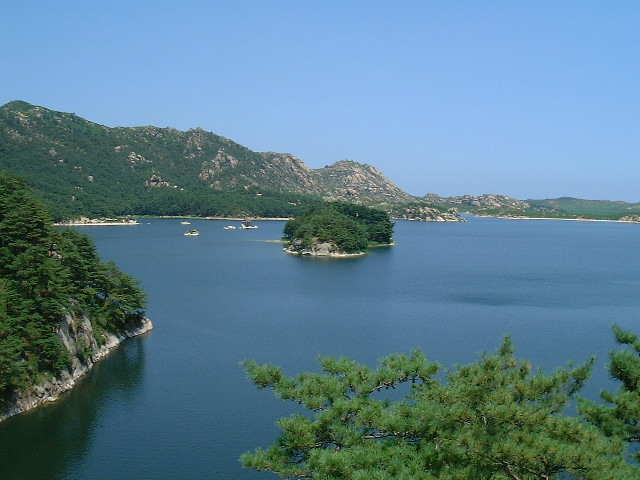
삼일포의 전경

이 지역은 대해 때문에 세상에 알려진 지 300년 밖에 되지 않았는데, 숙종 24년(1698년) 고성 군수로 있던 남택하(南宅夏)가 찾아내고 “금강산의 얼굴빛과 같다.” 하여 해금강이라 이름 붙였다. 본래 해안 암벽, 바위섬, 자연호, 모래사장, 하천이 어우러진 경승지다. 이중 개방된 곳은 삼일포와 향로봉이며, 관동 팔경의 하나인 총석정은 개방되어 있지 않다. 삼일포는 남한의 화진포와 송지호같이 석호(潟湖)이며, 총 넓이는 0.79km2에 달한다. 이 호수에는 전설에 따르면 신선 또는 화랑들이 경치가 너무 좋아 3일 동안 머물고 갔기 때문에 삼일포라 한다. 봉래대에서 삼일포 전경을 볼 수 있다. 소가 누운 모양이라고 해서 와우섬이라 이름 붙은 큰 섬을 비롯해, 3개의 작은 섬이 떠있다. 또한 삼일포 기슭에는 4명의 신선이 놀고 간 것을 기념해 세웠다는 사선정터가 있다. 향로봉은 바다의 해만물상이라 불리며, 바닷가에 육지와는 거리를 두고 홀로 솟아 있는 봉우리이다. 비바람에 씻기고 바닷물에 깎이어 독특한 모양을 지니고 있다.

### 신금강
외금강의 남쪽 지역을 신금강이라 칭하기도 한다. 이곳은 전체적으로 전나무와 소나무로 구성된 원시림으로 이루어져 있고, 이곳에 있는 십이폭포는 금강산에서 가장 규모가 큰 폭포로 수직 높이는 289m, 폭포 길이 390m, 너비는 약 4m에 달한다. 그밖에도 온선대, 칠보대, 직류폭포, 채하폭포, 바리소, 무지개다리, 송림굴, 소연소, 구룡소, 선담, 유점사, 반야암 등의 볼거리가 있다.

## 기후
고산 지대에 속하여 비교적 강수량이 많은 지역이며, 7~8월에 집중적으로 비가 쏟아진다. 동서차가 심한 편으로, 해금강에서 외금강으로 갈수록 강우량이 많아지지만, 푄현상으로 내금강부터는 적어진다. 또한 한국의 전반적 기후에 대비하여 볼 때 따뜻하고 습하다. 하지만 고도에 따라서 겨울에는 영하 10도에서 30도의 혹한의 날씨가 이어지기도 하며, 지역에 따라 빠르면 10월부터 눈이 내리는 다설 지역이다. 이러한 기후 조건으로 북부 계열의 식물과 남부 계열의 식물이 교차하는 지점에 놓여 있다.

## 생태
금강산의 유리한 지리적 조건과 특수한 기후 조건 때문에 무려 1,125종의 식물과 300여 종의 동물이 서식하며 140여 가지의 고유식물이 분포하고 있다.
고유식물로는 금강초롱, 금강인가목(금강국수나무), 금강봄맞이꽃, 금강제비꽃, 금강애기나리, 만리화 등이 있으며, 이중 금강초롱과 금강인가목은 희귀해서 천연기념물로 지정되어 있다. 산록 원시림 지대에는 주로 소나무, 잣나무, 전나무 등 침엽수의 울창한 단순림이 펼쳐져 있고 계곡 교목지대에는 침엽수와 자작나무, 산목련나무, 박달나무, 느티나무, 가래나무, 조간주나무, 고로쇠나무, 피나무 등의 각종 활엽수로 혼성림을 이루고 있으며, 봉우리의 고산 지대는 누운잣나무, 누운향나무, 철쭉, 진달래 따위의 키작은 나무들이 자란다.
금강산 외에는 민둥산이 이어지다 보니 동물들의 중요한 서식처로 자리잡았다. 식물에 비해 많지 않지만, 여전히 이들에게 중요한 지역으로 68종의 짐승류와 2백 여 종의 조류, 9종의 파충류, 10종의 양서류, 여러 계곡에는 30여 종류의 담수어가 서식하고 있다. 희귀동물 중에는 반달가슴곰, 사향노루, 산양 등이 있다.

### 솔잎혹파리
대한민국 측 연구기관들은 1998년에서 1999년까지 조선민주주의인민공화국의 강원도 지역 소나무 50,000ha 가운데 10,000ha가 솔잎혹파리 피해를 입고 있다고 추정했으며 이에 따라 조선민주주의인민공화국 당국이 방제 지원을 요청함에 따라 공동 방제를 실시하게 되었다. 그 결과 구룡연과 삼일포 일대의 소나무를 87%에서 94% 정도 보호해낸 것으로 보고되었다.

### 화재 방지
해마다 증가하는 관광객 수를 대비하기 위해 소방 시설의 설치가 제안되었으며, 그에 따라 소방서가 2007년 9월에 공사에 들어가 2008년 7월 8일에 문을 열었다. 현대아산이 위탁운영을 하고, 전직 소방관들이 근무할 예정이다.

## 사찰

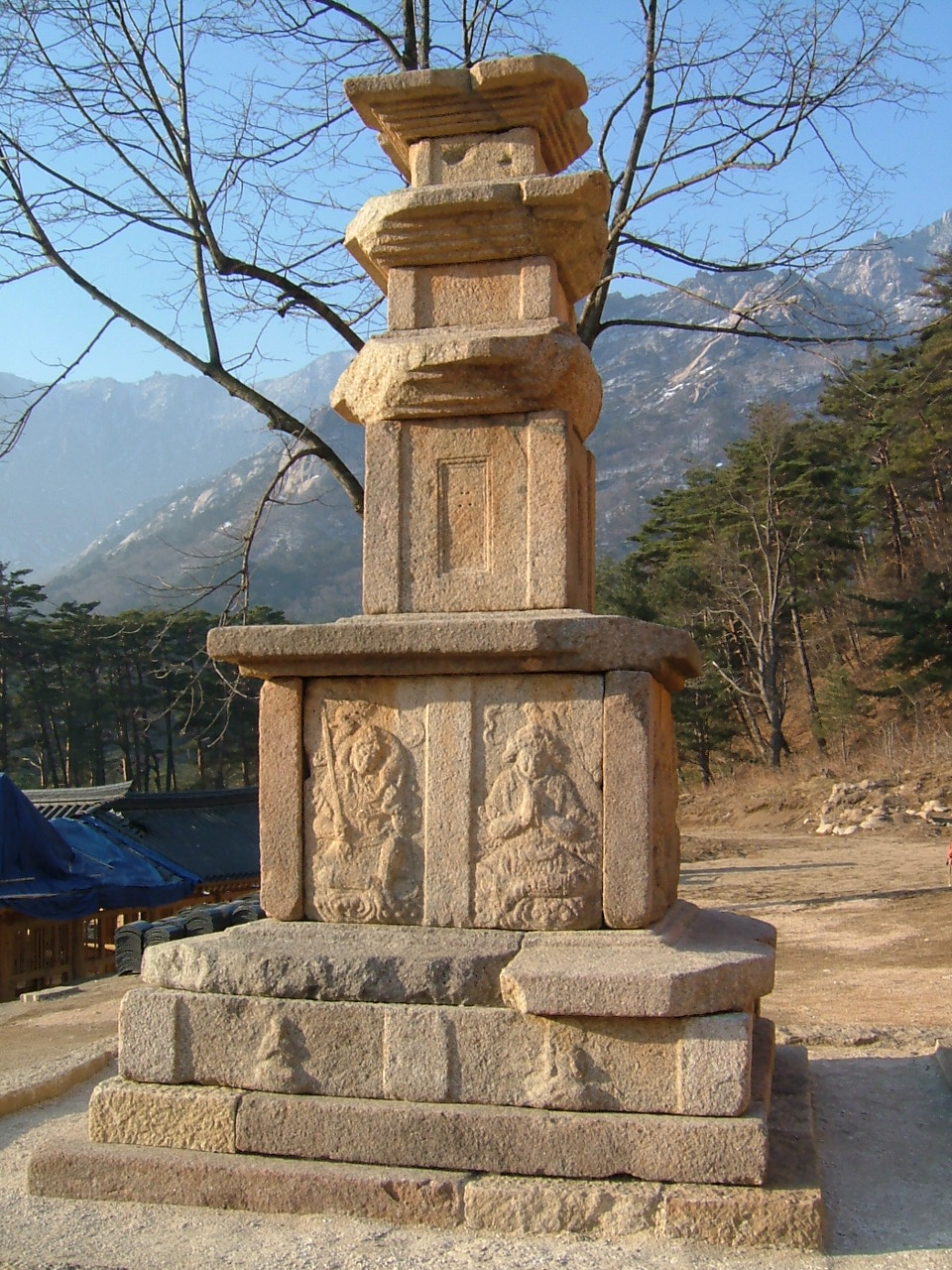
신계사 삼층석탑

신증동국여지승람에 따르면 금강산에는 총 108개의 사찰이 있었다고 한다. 또 기록에 나오는 암자들의 이름을 종합해 보면 무려 180여 개나 되며, 하대신라 때부터 많이 건립되고 고려 때 절정에 이른 것으로 알려져 있다. 가장 먼저 건립된 사찰은 유점사로 전해져 있다. 하지만 신계사, 장안사, 유점사, 표훈사와 같은 금강산 4대 사찰 이외에는 조선 왕조의 불교 억압 정책 등의 이유로 폐사된 것으로 보이며, 그나마 4대 사찰도 한국전쟁 도중 대부분은 파괴되어, 남은 것은 내금강에 있는 표훈사뿐이었다. 이 때문에 파괴된 사찰이나 불교 관련 문화재의 복원이 추진되고 있으며, 신계사 복원 공사가 2004년 4월에 착공해 2007년 10월에 완료되었다.

## 관련 문화
| Daedongyeojido (Gyujanggak) 11-02.jpg | Daedongyeojido (Gyujanggak) 11-01.jpg |
|                                       |                                       |

- “아무리 재미있는 일이라도 배가 불러야 흥이 나지 배가 고파서는 아무 일도 할 수 없다”는 뜻으로 “금강산도 식후경(食後景)”이라는 한국어 속담이 있다.
- 북송대의 시인 소식은 “고려국에 태어나서 금강산을 한 번 보는 것이 소원이다.”라고 하였다.[5]
- 《세종실록지리지》에는 다음과 같은 금강산 소개 구절이 나온다.

| \| “ \| 이 산은 천 개의 봉우리가 눈처럼 서서, 높고 절묘함이 으뜸이며, 또한 불서(佛書)에 담무갈보살이 거하던 곳이란 이야기가 있어서, 사람들이 인간정토(人間淨土)라 이른다. 전하기로는, 중국 사람들이 또한 이르기를, “고려국에 나서 친히 보기를 원한다.” 하였다. \| ” \| | 此山千峯雪立, 高竣奇絶, 又爲之冠. 且以佛書有曇無竭菩薩所住之說, 世遂謂人間淨土, 諺傳中國人亦云: “願生高麗國, 親見之.” |   |
| “ | 이 산은 천 개의 봉우리가 눈처럼 서서, 높고 절묘함이 으뜸이며, 또한 불서(佛書)에 담무갈보살이 거하던 곳이란 이야기가 있어서, 사람들이 인간정토(人間淨土)라 이른다. 전하기로는, 중국 사람들이 또한 이르기를, “고려국에 나서 친히 보기를 원한다.” 하였다. | ” |

- 선조 때의 정철은 관동별곡에서 관동팔경과 금강산 일대의 절경을 노래하였다.[27]
- 영조 때의 정선은 금강산의 풍경을 많이 그린 화가로 유명하다.[15] 대표적으로 금강전도와 풍악내산총람도가 있다.
- 영국의 여행가 이사벨라 비숍은 1890년 금강산을 여행 후 다음과 같이 기록하고 있다.

| “ | 여기 11마일에 걸친 금강산의 자태는 세계 여느 명산의 아름다움을 초월하고 있다. 대협곡은 너무나 황홀해 우리의 감각을 마비시킬 지경이다. | ” |

- 이광수는 〈금강산유기〉에서 “나는 천지창조를 목격하였다./신천지의 제막식을 보았다.”라고 내금강을 표현했다.[28]
- 한상억 작사, 최영섭 작곡의 가곡 〈그리운 금강산〉이 있다.[29]
- 강소천 작사, 나운영 작곡의 동요 〈금강산〉도 있다.[30]
- 조선민주주의인민공화국에서는 보천보전자악단에서 연주한 민요 《금강산타령》과 함께 성악곡 《가고싶은 금강산》, 영화 《금강산을 찾아서》가 있다.
- 조선민주주의인민공화국에는 대평무역회사에서 만든 금강산 소주가 있다. 도수는 25%이며 강냉이로 만들었다.

## 관광

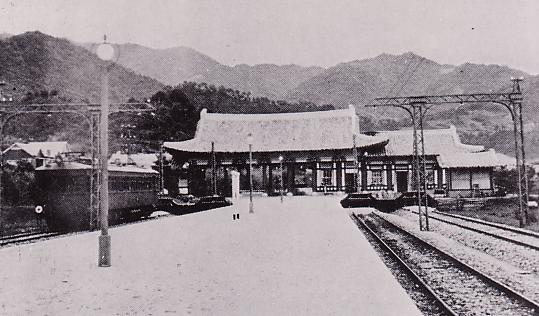
1945년 전에 존재한 내금강역

### 일제 강점기 이전
일제강점기까지는 민간이 운용하는 내금강과 철원을 연결하는 금강산전철이 있었으나, 이제는 단절되어 기능을 상실했다. 이를 복원하려는 계획이 있으나, 경의선 및 경원선, 동해선에게 순위에 밀려 진척 속도가 느리다.

### 한국 전쟁 이후
2002년 10월 23일 조선민주주의인민공화국 최고인민회의 상임위원회가 채택한 ‘금강산 관광지구법’에 따라 금강산은 엄격히 보호되고 있다. 이는 관광을 계속하는 동시에 금강산을 철저히 보호하고자 하는 강력한 의지를 표현한 것으로 풀이된다. 이에 따라 개발자가 관광지의 나무, 경치, 천연기념물을 훼손하는 행위가 금지되며(11조), 필수적인 오·폐수의 정화(14조), 또한 관광객도 역사유적, 천연기념물, 온천 등을 보호하도록 명시(19조 7항)하고 있다. 이 법을 반영하듯이 단순한 흙이나 조약돌 채취도 엄격하게 처벌받는다. 이를 어긴 자에게의 처벌 조항도 명시돼 있는데, 대개는 손해보상 같은 제재이지만, 제28조에 따라 엄중한 경우는 추방까지 가능하다.
하지만 금강산에 산재하는 바위에는 김일성 일가를 찬양하는 글이 곳곳에 새겨져 있으며, 명산을 휴양소 뿐만 아니라 혁명 이념을 교육하는 장소로 여기는 국내 사회의 일면을 보여주는 것으로 생각된다. 따라서 이것들이 경관을 해친다는 일부 의견이 있으며, 여러 대학교 교수들의 생태 답사결과 금강산의 보존 상태에는 모두 긍정적인 의견을 보았으나, 일부 답사자들은 암벽에 새겨져 있는 선전 문구를 부정적으로 보기도 했다.

#### 금강산 관광

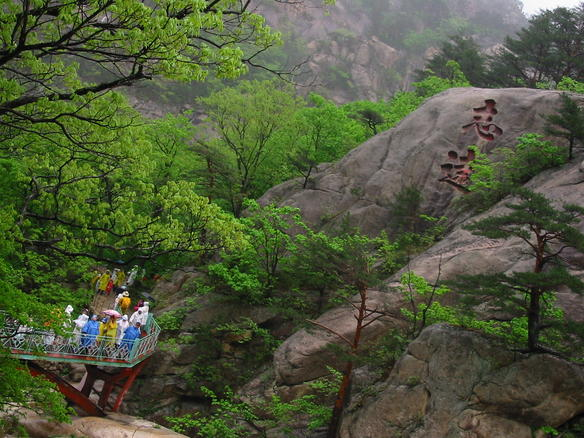
구룡연으로 가는 길

현대그룹 창업자 정주영이 1998년 방북하여 금강산 관광개발 의정서를 체결한 9년 뒤인 1998년 11월 18일에 금강호가 첫 출항함으로써 본격적인 금강산 관광이 시작되었다. 2001년 1월 6일부터 3년 동안 한국 최초의 호텔식 테마 여객선 설봉호를 이용하여 해로 관광이 가능해졌다. 금강산 지역은 2002년 11월 23일에 금강산관광지구라는 특별행정구역으로 명명되었다. 2003년 2월 14일 DMZ를 통과하는 역사적인 육로 관광이 시범 운영된 뒤로 육로 관광이 계속 유지되고 있으며, 이 육로 관광은 버스를 이용하여 금강산으로 갈 수 있도록 되어 있다. 매년 관광객 수 증가에 큰 영향을 미치고 있다. 도중에 몇 차례 중단된 적이 있었는데, 정몽헌의 자살, 사스 사태, 민간인 민영미 억류 사건이 일어났을 때이다. 이중 억류 사건은, 관광 세칙과 신변안전보장 합의서를 체결한 후 일단락되었다. 2008년 3월부터는 자가용을 이용한 승용차관광도 할 수 있게 되었다. 현대아산 측은 2005년 6월에 금강산 관광객이 100만명을 돌파했다고 발표 했으며, 2008년 말 기준으로 통산 관광객 수는 195만명에 달한다.
개방된 이후로 금강산 권역을 개발하려는 계획이 현대아산 측에서 제안되었으며, 조선민주주의인민공화국 당국과 2006년 2월 10일에 합의했다. 이 계획은 해금강에서 원산까지 총 109km, 약 6억 평에 이르는 관광 특구로 조성한다는 종합계획으로 투자금이 총 22억 6,000만 달러(2조 2,000억 원)에 이른다. 1단계로 오는 2010년까지 해금강에서 통천까지, 2단계로 원산까지 관광지역을 확대한다는 예정이다.
대한민국 국민 외의 외국인도 관광할 수 있으나, 관광 자체가 외국인을 위해 특별히 기획되어 있지는 않아 아직 적은 편이다. 한편 미국의 외교 전문지 <포린 폴리시>는 미국인에게 가기 힘든 절경지로 금강산을 1위로 선정하기도 하였다.
금강산 관광으로 인한 효과는 긍정적과 부정적으로 나뉜다. 현재 이 지역은 남북의 주요 회담 장소로 사용되고 있다. 단순한 관광 산업 이외에도 한반도 긴장 완화, 국가 신인도 제고, 남북 교류 활성화 등에 기여했다는 의견 도 있지만, 한편에 현재 관광에 드는 비용이 많다는 것과 이 사업이 김정일 정권의 유지에 필요한 돈을 대어 준다는 견해도 있다.
2008년 7월 11일에는, 금강산 내에서 한 대한민국 관광객이 새벽에 해변 산책을 하다가 금지된 구역에 접근하게 되어 북측 군인의 총격을 받아 사망하는 사고가 있었다. 이에 따라 대한민국 정부는 이튿날인 12일부터 금강산 관광을 잠정 중단하였다.

### 미래
현재 금강산 관광은 개별적이 아닌 일정에 따라 가이드를 통해 이루어지는 형태이면서 모든 코스가 개방된 것은 아니지만, 1998년 외금강 코스를 시작으로 최근에는 내금강 코스 개방을 통해 서서히 공개되는 실정이며, 제한적이나마 자가용 자동차 관광을 추진하는 등 자유도가 높아질 기미는 있다. 도중에 남북 관계가 약화될 때나 정권 교체의 와중에도 금강산 관광객은 해마다 증가하는 추세이며, 이는 개방 지역의 확산과 그에 따른 경쟁력 강화로 풀이된다. 해마다 관광객 증가에 따라 금강산의 보존 상태에 대한 우려가 나오기 시작했지만, 금강산 직접 개발은 피한다는 현대아산의 방침과 조선민주주의인민공화국 당국의 엄격한 보호 정책으로 문제는 없어 보인다. 남측 강원도는 2008년 7월 DMZ 관광청을 발족해 운영하고 있는데, 이 관청의 계획에는 설악산과 금강산을 묶어 세계적인 관광지대로 가꾸는 것이 포함되어 있다.

## 같이 보기
- 한국의 산
  - 설악산
- 철도
  - 금강산선
  - 금강산청년선
- 지명
  - 금강군
  - 금강산국제관광특별구
- 영화
  - 금강산 대활동 - 1919년에 제작 및 상영된 금강산을 주제로 한 무성 다큐멘터리 영화
- 기업
  - 현대아산
  - 훼미리마트 - 일본 기업이며, 한국 현지법인이 금강산관광지구에 설치 및 운영되었다.
- 인물
  - 정몽헌

### 조선민주주의인민공화국의 명산
- 백두산(白頭山)
- 구월산(九月山)
- 묘향산(妙香山)
- 칠보산(七寶山)
- 지이산(智異山)
- 옥련산(玉蓮山)
- 장수산(長壽山)